# Jean Vilain
Pour les articles homonymes, voir Villain.
Jean Villain, né le 3 août 1836 à Poitiers et mort le 30 avril 1863 au cours de la bataille de Camerone, est un officier français de la Légion étrangère, héros de la campagne du Mexique.

## Biographie
Fils de Jean Villain, lieutenant au 4e Lanciers en garnison à Poitiers, chevalier de la Légion d'Honneur, et de Catherine Louise Talonnier, son épouse, Jean Nicolas Napoléon Villain voit le jour le 3 août 1836 dans une maison du boulevard Bajon.
Engagé à la Légion étrangère à 18 ans, ce fils d'officier, ancien élève du Prytanée de La Flèche et chevalier de la Légion d'honneur depuis la bataille de Magenta est sous-lieutenant depuis quatre mois quand le 1er Régiment étranger, dont il est provisoirement le trésorier-payeur, est envoyé au Mexique par Napoléon III .
Sous les ordres du colonel Pierre Joseph Jeanningros, ce dernier envoie le 29 avril 1863 une compagnie à la rencontre d'un important convoi de munitions à destination de Puebla. Aux soixante-deux hommes qui forment la 3e compagnie, il faut ajouter trois officiers : le capitaine Jean Danjou, qui en prend le commandement, et les sous-lieutenants Villain et Clément Maudet. À Camerone, ils aperçoivent au loin un nuage de poussière : c'est la cavalerie mexicaine, forte de mille hommes, elle aussi à la recherche du convoi. Le capitaine Danjou ne fuit pas l'affrontement. Après avoir repoussé deux assauts, les Français se barricadent dans une hacienda (ferme) toute proche. Le capitaine Danjou, ayant fait prononcer à ses hommes le serment de se battre jusqu'au bout, tombe parmi les premiers sous le feu de l'ennemi.
Le sous-lieutenant Villain prend alors le commandement de la troupe. Le combat fait rage. Vers deux heures, il meurt touché à son tour d'une balle, en plein front.
Il reste à la fin du combat seulement trois légionnaires, sous les ordres d'un caporal, qui se rendent à la condition de conserver leurs armes. « On ne refuse rien à des hommes comme vous ! », répondit l'officier mexicain.
La bataille de Camerone est commémorée tous les ans, le 30 avril, par la Légion étrangère comme un symbole de courage et de gloire éternelle.
À l'emplacement du combat, une stèle fut érigée en 1892. Elle rappelle le sacrifice du capitaine Danjou, du sous-lieutenant Vilain et de leurs hommes. « Ils furent ici moins de soixante opposés à toute une armée. Sa masse les écrasa. La vie plutôt que le courage abandonna ces soldats français. À Camerone. »
Le sous-lieutenant Vilain est chevalier de la Légion d'honneur et titulaire de la médaille commémorative de la campagne d'Italie 1859. Il a été désigné parrain du cycle 2006–2007 du 4e Bataillon de l'École spéciale militaire des Écoles de Saint-Cyr-Coëtquidan et également parrain de promotion 1999–2001 de la Corniche Brutionne du Prytanée National Militaire.

## Décorations
- Chevalier de la Légion d'honneur
- Médaille de Crimée
- Médaille commémorative de la campagne d'Italie (1859)

## Sources
- Képi blanc
- Division histoire et patrimoine de la Légion étrangère